# القوات الجوية النمساوية (1927-1938)

Roundel من سلاح الجو النمساوي

بدأت القوات الجوية النمساوية ( Österreichische Luftstreitkräfte ) من فترة ما بين الحربين كمنظمة شبه عسكرية (1927) وتم بناؤها سرا من قبل الحكومة قبل الاتحاد مع ألمانيا (1938).

## التاريخ
في عام 1919، كانت معاهدة السلام تعني أن جمهورية النمسا مُنعت من تشغيل الطائرات العسكرية. في عام 1927، أنشأت منظمة هيمويهر شبه العسكرية فيلقًا جويًا باستخدام الطائرات النمساوية والبريطانية والإيطالية (تم حلها بعد آنشلوس في عام 1938). كان شعارها علمًا أحمر-أبيض-أحمر ، مع نسر أبيض على دائرة خضراء في مركزها.
في عام 1928، بدأت القوات المسلحة النمساوية (الجيش الاتحادي) تدريب الطيارين سرا. ونتيجة لذلك، تم إنشاء بنية تحتية تقنية وطلب الطائرات من إيطاليا. في أغسطس 1933 تم توريد أول طائرات عسكرية أمرتها الجمهورية (خمس طائرات فيات CR.20). بدأ البوندشير بتجهيز نوادي الطيران في فيينا- Aspern وغراتس بطائرات إيطالية الصنع (Fiat Ansaldo and Caproni).

## ترتيب المعركة

### وحدات الدفاع الجوي
(اعتبارًا من عام 1938)

### الوحدات البرية
(اعتبارًا من عام 1938)

### الطائرات
(اعتبارًا من مارس 1938)
رقم Fliegerregiment رقم. 2